# Rhabdomastix (Rhabdomastix) trichiata trichiata
Rhabdomastix (Rhabdomastix) trichiata trichiata is een ondersoort van de tweevleugelige Rhabdomastix (Rhabdomastix) trichiata uit de familie steltmuggen (Limoniidae). De ondersoort komt voor in het Australaziatisch gebied.